# Jakob Heinrich Laspeyres
Jakob Heinrich Laspeyres (Berlino, 9 aprile 1769 – Berlino, 28 novembre 1809) è stato un avvocato ed entomologo tedesco.
Interessato principalmente nello studio dei Lepidotteri, collezionò una vasta collezione che alla sua morte venne donata Museum für Naturkunde di Berlino.
A sua memoria gli venne dedicato il genere di falena Laspeyresia.

## Opere
- (DE) Braunschweig, Karl Reichard, Kritische Revision der neuen Ausgabe des systematischen Verzeichnisses von den Schmetterlingen der Wienergegend, in Illiger’s Magazin für Insektenkunde, 1803.
- (LA) Sesiae Europaeae Iconibus et Descriptionibus illustratae, Berlin, 1801.

| Laspeyres è l'abbreviazione standard utilizzata per le specie animali descritte da Jakob Heinrich Laspeyres. Categoria:Taxa classificati da Jakob Heinrich Laspeyres |